# عزلة عبس (المحويت)

تعديل مصدري - تعديل

عزلة عبس هي إحدى عزل مديرية الخبت في محافظة المحويت اليمنية ويبلغ تعداد سكانها 5945 نسمة حسب التعداد السكاني في اليمن لعام 2004.